# Сарибулацький сільський округ (Кордайський район)
Сарибула́цький сільський округ (каз. Сарыбұлақ ауылдық округі, рос. Сарыбулакский сельский округ) — адміністративна одиниця у складі Кордайського району Жамбильської області Казахстану. Адміністративний центр — село Сарибулак.
Населення — 7329 осіб (2021; 5919 у 2009, 4820 у 1999, 4621 у 1989).
Станом на 1989 рік існували Благовіщенська сільська рада (село Благовіщенка) та Рисоробська сільська рада (села Рисороб, Сарибулак), з 1993 року — Благовіщенська сільська адміністрація (село Благовіщенка), Какпатаська сільська адміністрація (село Какпатас) та Сарибулацький сільський округ (село Сарибулак). 1997 року до складу Беткайнарського сільського округу включено Какпатаську сільську адміністрацію, Благовіщенську сільську адміністрацію — до складу Сарибулацького сільського округу. До 1999 року село Какпатас було передано до складу Сарибулацького сільського округу. 2001 року було утворено Какпатаський сільський округ зі складу села Какпатас Сарибулацького сільського округу.

## Склад
До складу округу входять такі населені пункти:
| Населений пункт | Старі назви  | Населення, осіб (1989) | Населення, осіб (1999) | Населення, осіб (2009) | Населення, осіб (2021) |
| --------------- | ------------ | ---------------------- | ---------------------- | ---------------------- | ---------------------- |
| Кайнар, село    | Благовіщенка | 2627                   | 2668                   | 2966                   | 3097                   |
| Сарибулак, село | -            | 1994                   | 2152                   | 2953                   | 4232                   |